# Emil Zentgraf

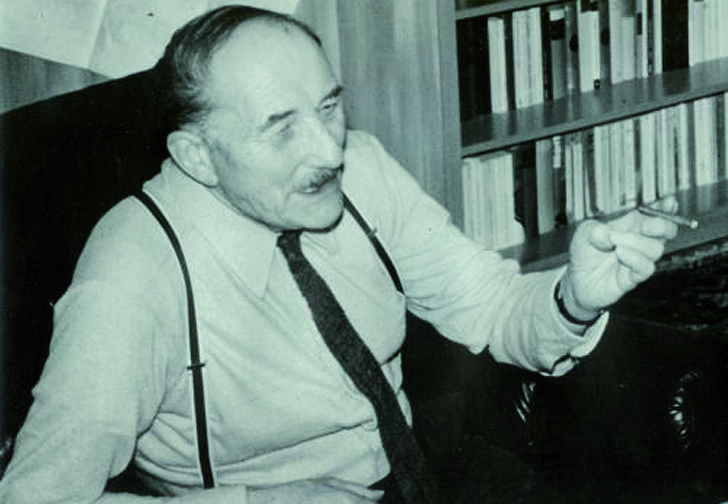
Emil Zentgraf (um 1970)

Emil Zentgraf (* 8. Februar 1893 in Würzburg; † 27. Juli 1976 in Nürnberg) war ein deutscher akademischer Bildhauer. Er schuf Plastiken und Skulpturen für den öffentlichen Raum und für Kirchen. Vor allem wirkte er in Franken.

## Leben und Wirken
Das Nürnberger Künstlerlexikon führt Emil Zentgraf als Bildhauer und Kunstgewerbler. Er absolvierte eine Stein- und Holzbildhauerlehre und durchlief eine Ausbildung zum akademischen Bildhauer.
„Zentgraf studierte nach seiner Gesellenprüfung an der Staatl. Kunstgewerbeschule in München, setzt seine Studien 1919 in Nürnberg fort und arbeitet seit 1927 wiederum in Nürnberg, wo er sich vor allem als Kirchenplastiker einen angesehenen Namen schuf.“ (Zeitschrift Frankenland)
Zum 70. Geburtstag wurde Emil Zentgraf 1963 (1964?) in Würzburg eine Ausstellung in der Otto-Richter-Halle ausgerichtet.
Eine Notiz des Sohnes Georg Zentgraf belegt: „Kriegsteilnehmer 1914–18, Studium und Tätigkeit an der Akademie der Bildenden Künste München von 1922 bis 1929, Wirkungsorte Nürnberg, Eichstätt u. a.“

## Werke (Auswahl)
- 1938 Bronzeplastik Jungvolkjunge[4]

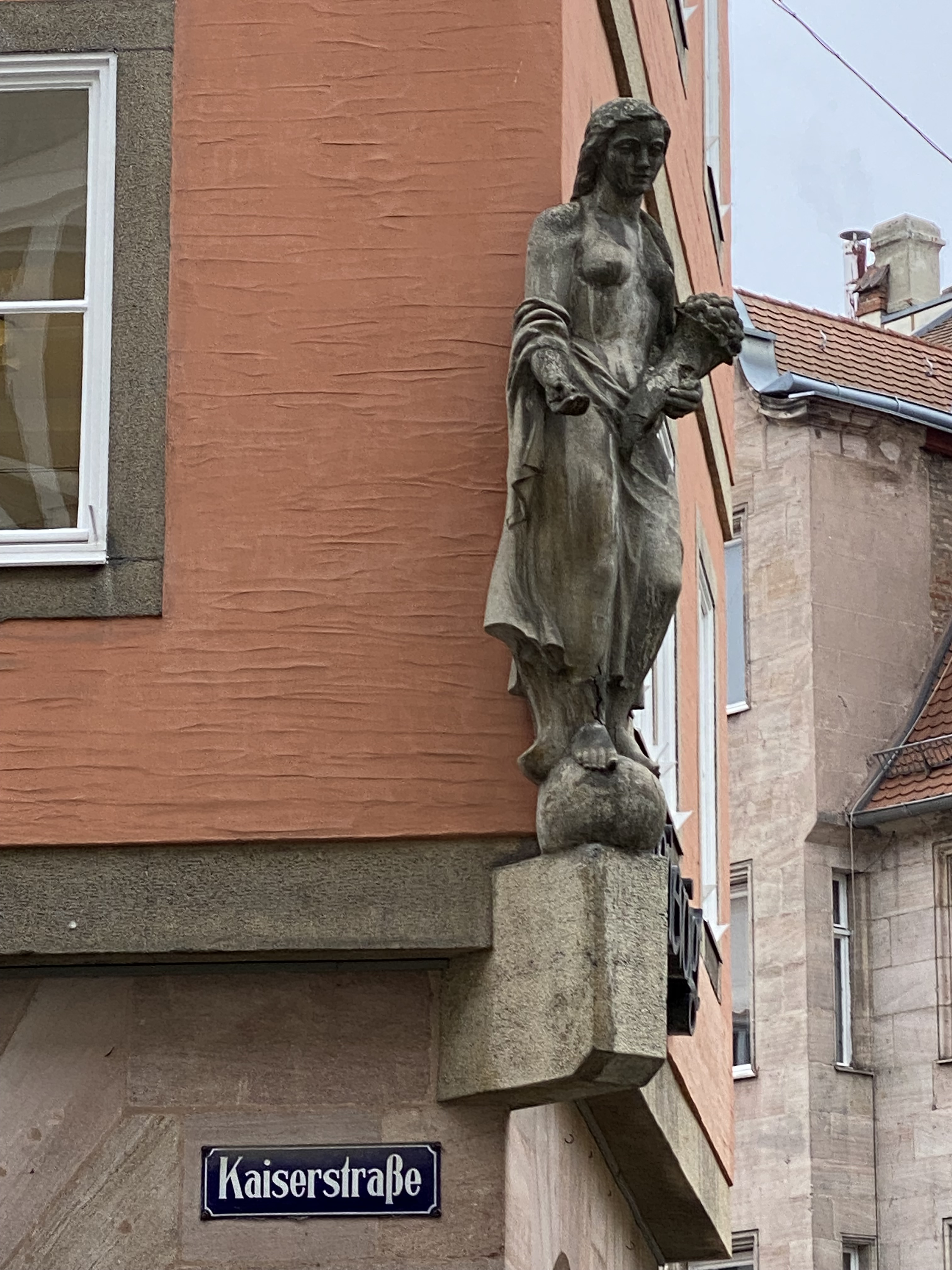
Fortuna, Skulptur von 1954 (Foto: Martin Ortmeier, 2021)

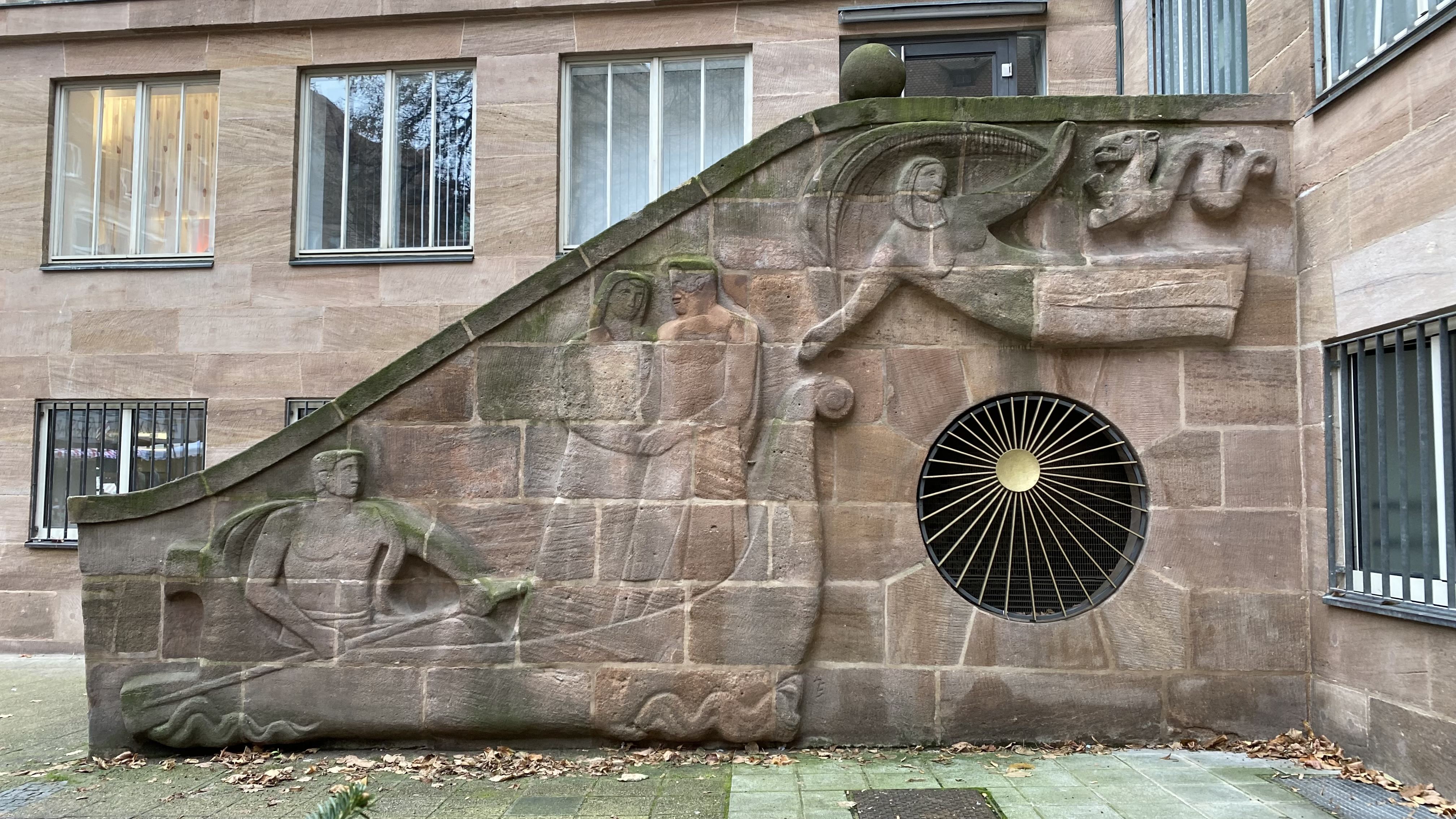
Die „Brauttreppe“ am Nürnberger Rathaus, Sandsteinrelief von 1956 (Foto: Martin Ortmeier, 2021)

- 1946/47 Holzskulptur Schutzmantelmadonna in der Barackenkirche Buchenbühl, ab 1965 in der neu erbauten Pfarrkirche St. Georg in Nürnberg[5]
- 1951 Kopie des ruhenden Ochsen (ein langhörniges ungarisches Rind) auf dem Ochsenportal der Fleischbrücke in Nürnberg (nach dem Original von 1599, Germanisches Nationalmuseum Nürnberg)
- 1954 Steinskulptur Fortuna am Eckhaus Kaiserstraße/Hintere Ledergasse (1949, Architekt Wilhelm Schlegtendal) in Nürnberg[6]
- 1956 Sandsteinrelief an der sogenannten Brauttreppe am Rathaus Hauptmarkt 18 der Stadt Nürnberg (2016 bis 2017 restauriert)[7]: Dargestellt sind ein Paar, das Hand in Hand aufrecht im „Schiff des Lebens“ steht, ein sitzender Fährmann, außerdem unter dem Himmelsbogen ein Engel, der die Schlange der Versuchung abwehrt. Teil der Gestaltung ist das Lüftungsgitter des Treppenunterbaus im Bild einer strahlenden Sonne.
- um 1968 Mahnmal Heimatvertriebene und Aussiedler am Neutorzwinger in Nürnberg, Bronze, zirka 100 × 200 × 10 cm (Guss: Christoph Lenz)[8]